# Драценко, Даниил Павлович
Даниил Павлович Драценко (8 декабря 1876 — 1945) — русский офицер, участник русско-японской и Первой мировой войны, генерал-майор (1917). Участник Гражданской войны в России в Добровольческой армии, ВСЮР и русской армии Врангеля. Генерал-лейтенант (1920). В эмиграции в Югославии. Во время Второй мировой войны служил в Русском корпусе.

## Биография
В службу вступил в 1893. Окончил Одесское пехотное юнкерское училище, из которого в 1897 выпущен подпоручиком в Екатеринбургский 37-й пехотный полк. Затем служил в 140-м Зарайском пехотном полку. Поручик (1901). Участвовал в русско-японской войне, где был ранен и контужен. Штабс-капитан (1905). В 1908 окончил Николаевскую академию Генерального штаба. Капитан (1908). Цензовое командование ротой отбывал в 14-м стрелковом полку (1908—1910).
Старший адъютант штаба 1-го Кавказского армейского корпуса (1910—1911), обер-офицер для поручений (в разведывательном отделении) при штабе того же корпуса (1911—1912). Обер-офицер для поручений при штабе Кавказского ВО (1912—1914).
Участвовал в Первой мировой войне на Кавказском фронте. Во время Сарыкамышского сражения был послан генералом Н. Н. Юденичем к командиру 1-го Кавказского армейского корпуса генералу Г. Э. Берхману с требованием не выполнять приказ командующего Кавказской армией А. З. Мышлаевского об отступлении из Сарыкамыша.
6 декабря 1914, после победы у Сарыкамыша и назначения Юденича командующим Кавказской армией был назначен начальником разведывательного отделения управления генерал-квартирмейстера, с производством в подполковники. Его помощником был подполковник Б. А. Штейфон.
Отличился при взятии Эрзурума, за которое награждён Георгиевским оружием, и Трапезунда. Исполняющий должность начальника штаба 39-й пехотной дивизии (март 1916 — апрель 1917), участвовал в Эрзинджанской операции. Полковник (1916). С 5 апреля 1917 командир 153-го Бакинского пехотного полка. Генерал-майор (1917).
С 1918 — в Добровольческой армии, с 17 (30) января 1919 в резерве чинов при штабе главкома ВСЮР. С 1 (14) марта 1919 начальник 4-й Терской отдельной пластунской бригады, 15 (28) марта сменил раненого генерала П. Н. Шатилова на посту руководителя карательной операции в Чечне. 16 (29) марта захватил и сжег Алхан-Юрт, затем Валерик и Цоци-Юрти. Закончив операцию в Чечне, осуществил оккупацию Дагестана, заняв 8 (21) мая Петровск-Порт, а 10 (23) мая Дербент. После его наступления в Дагестане Горское правительство было распущено, и Дагестан перешёл под власть ВСЮР.
С 31 мая (13 июня) 1919 начальник Астраханского отряда, командующий войсками Западного побережья Каспийского моря, командующий группой войск Астраханского направления из состава Войск Северного Кавказа. Руководил неудачным наступлением на Астрахань. После отступления ВСЮР в конце 1919 — начале 1920 был представителем сначала Деникина, а затем Врангеля в Батуме.
В июле 1920 по рекомендации генерала Шатилова назначен начальником штаба десантного отряда С. Г. Улагая. В ходе проведения Кубанского десанта разошёлся во взглядах с генералом Улагаем и по собственной просьбе был заменен генерал-квартирмейстером штаба Русской армии генералом Г. И. Коноваловым.
После разделения Русской армии на 1-ю и 2-ю армии 2 (15) сентября 1920 был назначен командующим 2-й армией, произведен в генерал-лейтенанты. Имел задачу форсировать Днепр и ударить в тыл Каховской группе красных. В ходе Заднепровской операции наткнулся на превосходящие силы противника, понес большие потери, и 30 сентября (13 октября) 1920 приказал отступать обратно на левый берег Днепра.
Врангель считал его виновником провала хорошо подготовленной операции. По его словам, Драценко «…с исключительным гражданским мужеством и подкупающей честностью сам признал это, прося освободить его от должности командующего армией», что и было сделано 2 (15) октября.
После эвакуации из Крыма эмигрировал в Югославию, в 1922 поселился в Великой Топлице, затем переехал в Загреб, где получил место служащего в военном ведомстве. В апреле 1931, после смерти генерала А. А. Адлерберга, был назначен начальником Загребского отдела РОВС. Во время Второй мировой войны служил в Русском корпусе генерала Штейфона. С 11 мая 1942 командовал 1-й бригадой, действовавшей против партизан И. Тито.
В эмиграции составил «Записку» о работе разведывательного отделения в ходе Сарыкамышской, Евфратской и Эрзерумской операций и об участии 39-й пехотной дивизии в Эрзинджанской операции. Рукопись находится в бумагах генерала Е. В. Масловского в Бахметьевском архиве Колумбийского университета.

## Награды
- орден Святого Станислава 3-й ст. с мечами и бантом (ВП 11.08.1905)
- орден Святого Владимира 4-й ст. с мечами и бантом (ВП 11.12.1905)
- орден Святой Анны 4-й ст. (ВП 22.12.1905)
- орден Святой Анны 3-й ст. с мечами и бантом (ВП 10.01.1906)
- орден Святого Станислава 2-й ст. (ВП 17.03.1913)
- орден Святой Анны 2-й ст. с мечами (ВП 05.06.1915)
- Георгиевское оружие (ВП 07.01.1916)
- Высочайшее благоволение (ВП 05.04.1916)
- орден Святого Владимира 3-й ст. с мечами (ПАФ 24.03.1917)
- орден Святого Георгия 4-го класса (приказ по Кавказскому фронту 27.03.1918 № 61):

За то, что в период Кеприкейской и Эрзерумской операций он неоднократно в декабре 1915 года и в январе 1916 года, а особенно 19 января 1916 года, под действительным артиллерийским и ружейным огнем смелой разведкой добыл сведения о силе и расположении турецких позиций и подступов к ним впереди Азанкея, в районе горы Джилигель в районе горы Коджут, а затем, при действиях под Эрзерумом, фортов Девебойну, Тафта, Карагюбек и укреплений между ними, а также подступов к ним. Сведения, добытые подполковником Драценко, легли в основу при составлении планов атаки Кеприкейских позиций и Эрзерумского укрепленного района, увенчавшихся полным успехом и взятием Эрзерума 3-го февраля 1916 года.